# Malause
Malause ist eine Gemeinde im Südwesten Frankreichs im Département Tarn-et-Garonne in der Region Okzitanien (vor 2016 Midi-Pyrénées). Sie hat 1.245 Einwohner (Stand: 1. Januar 2022), gehört zum Arrondissement Castelsarrasin und ist Teil des Kantons Garonne-Lomagne-Brulhois. Die Einwohner werden Malausains genannt.

## Geographie
Malause liegt an Garonne, von der hier der Canal latéral à la Garonne (bzw. der Canal de Golfech) abgeht. Umgeben wird Malause von den Nachbargemeinden Saint-Vincent-Lespinasse im Norden, Boudou im Osten, Saint-Nicolas-de-la-Grave im Südosten, Merles im Süden, Valence-d’Agen und Pommevic im Westen sowie Goudourville im Nordwesten.
Durch den Ort führt die Via Podiensis, eine Variante des Jakobswegs.

## Bevölkerungsentwicklung
| 1962                       | 1968 | 1975 | 1982 | 1990 | 1999 | 2006 | 2018 |
| 793                        | 824  | 762  | 742  | 843  | 871  | 924  | 1178 |
| Quellen: Cassini und INSEE |      |      |      |      |      |      |      |

## Sehenswürdigkeiten

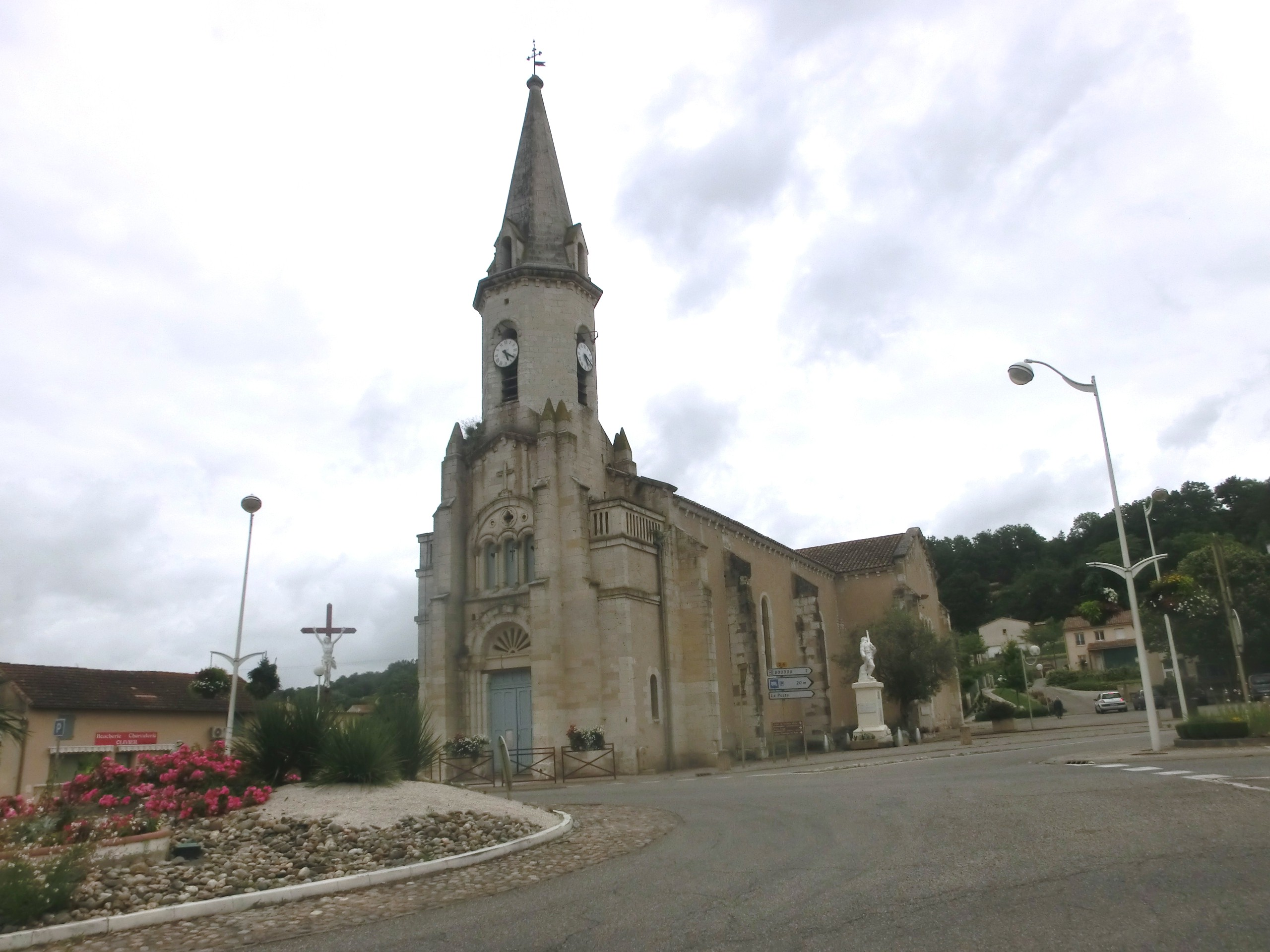
Kirche Saint-Jean

- Kirche Saint-Jean aus dem 19. Jahrhundert
- Kirche Sainte-Rose
- Schloss
- Durch den Ort verläuft das Abschnitt Moissac –  Auvillar des französischen Jakobswegs Via Podiensis.[1]